# Armenia en los Juegos Olímpicos de Tokio 2020
Armenia estuvo representada en los Juegos Olímpicos de Tokio 2020 por un total de 17 deportistas que compitieron en 8 deportes. Responsable del equipo olímpico fue el Comité Olímpico Nacional de Armenia, así como las federaciones deportivas nacionales de cada deporte con participación.
Los portadores de la bandera en la ceremonia de apertura fueron el boxeador Hovhannes Bachkov y la nadadora Varsenik Manucharian.

## Medallistas
El equipo olímpico de Armenia obtuvo las siguientes medallas:
| Nombre            | Deporte            | Competición      |
| ----------------- | ------------------ | ---------------- |
| Oro               |                    |                  |
| —                 |                    |                  |
| Plata             |                    |                  |
| Simon Martirosian | Halterofilia       | 109 kg M         |
| Artur Alexanian   | Lucha grecorromana | 97 kg M          |
| Bronce            |                    |                  |
| Hovhannes Bachkov | Boxeo              | Ligero (63 kg) M |
| Artur Davtian     | Gimnasia artística | Salto de potro M |